# Flipper Öcsi
Jeszenszky Béla Tibor, művésznevén „Flipper Öcsi” (Dunaújváros, 1962. május 29. – Székesfehérvár, 2008. november 25.) magyar énekes, dalszerző, zenész. Féltestvére, Marót Viki szintén énekes.

## Élete
1966-ban a családjával Budapestre költözött. Már gyermekkorában megismerkedett a zenével: dobolni és csellózni tanult. Az éneklést olyan neves tanároktól sajátította el, mint Sík Olga és Domahidy László.
1982-ben a nagy sikerű Hungária zenekar tagja lett. Az Aréna című albumon mutatkozott be, a Flipper című dalban. Egy évvel később – miután feloszlott a Hungária – a Dolly Roll tagja lett. A lányok rögtön a szívükbe zárták a fiatal énekest. Legnagyobb slágerei az Arrivederci Amore és a Gina voltak, de több sikeres dal is fűződik a nevéhez, mint a Link a lány, a Si-bap-bap-du-bap, Kolibri Panzió, Bossa Nova Senorita, Oh-la-la. 1987-ben Zsoldos „Dedy” Gáborral együtt kiléptek a Dolly Rollból, hogy azután Kisszabó Gáborral, az Első Emelet basszusgitárosával megalapítsa a Step együttest. Itt játszott még Fehér Attila (gitár) és Popper Péter (billentyűs hangszerek), később Mester Tamás.
1990 márciusában kilépett a Step együttesből, majd szólókarrierbe kezdett. Egy évvel később jelent meg első szólólemeze, Homokot szór a szemembe címmel. 1993-ban újabb albummal jelentkezett, Más leszek én elnevezéssel. 1998-ban az újra összeálló Dolly Roll zenekarral nagy sikerű koncertet adott, amelyről tv- és hangfelvétel is készült.
2001-ben tért vissza a magyar könnyűzenei életbe, Tedd a szívedre a kezed című albumával. Olyan régi nagy slágerek is szerepelnek a korongon, mint a Bossanova Senorita és a Kolibri Panzió.
2008 októberében alkoholizmusa miatt kialakult súlyos szervi problémái miatt a székesfehérvári Szent György Kórházba vitték, ahol 2008. november 25-én éjjel elhunyt. Kajászón temették el nagyanyja mellé.

## Diszkográfiája

### Szólólemezei
- Tedd a szívedre a kezed (2001)
- Más leszek én (1993)
- Homokot szór a szemembe (1991)

### A Step együttessel
- Ciao (1989)
- Igen (1988)
- Támadás (1987)
- Various (4 filmdal a Csa-csa-csa-ból) (1982)

### A Dolly Rollal
- Vakáció-Ó-Ó (1983)
- Eldoradoll (1984)
- Happy Coctalil (1985)
- Oh-La-La (1986)
- Viva Mexico (SP) (1986)

### A Hungáriával
- Aréna (1982)
- Finálé? (1983)

## Családja
Anyai ágon Marót Viki énekesnő féltestvére, illetve egy fia van, Hácz Tamás.